# Vlechtwerk (verkeer)

Links een weefvak, rechts een vlechtwerk

Een vlechtwerk (soms ook breivak genoemd) is een ongelijkvloerse kruising van meerdere in dezelfde richting georiënteerde rijbanen van een autosnelweg. Een vlechtwerk heeft als functie om rijbanen die in een parallelstructuur liggen te ontvlechten, dat wil zeggen verdelen over twee of meer rijbanen. Een vlechtwerk bevindt zich hierom vaak nabij een knooppunt.
In Nederland komen enkele vlechtwerken voor. België heeft geen vlechtwerken.
Dit overzicht is mogelijk incompleet; u kunt helpen door het uit te breiden.

## Vlechtwerken inNederland

### Randweg Eindhoven
Ten zuiden van knooppunt Batadorp in de Randweg Eindhoven zijn twee vlechtwerken, waar verkeer in een parallelstructuur vanuit het zuiden (A2) zich splitst over de andere twee richtingen (de A58 westelijk en de A2 oostelijk). Op omgekeerde manier splitst verkeer vanuit het westen en oosten zich over de hoofd- en parallelbaan richting het zuiden. De rijbanen vanuit het oosten zijn al gesplitst nabij het oostelijk gelegen knooppunt Ekkersweijer. Bij dit halve sterknooppunt bevindt zich ten westen een vlechtwerk, gevormd door de rijbanen vanuit het noorden en oosten en resulterend in de twee eerdergenoemde rijbanen.

### Ring Den Haag
Tussen de knooppunten Ypenburg en het Prins Clausplein bevinden zich twee vlechtwerken waarbij verkeer vanaf de A4 richting het noordoosten en verkeer vanaf de A13 richting het noordoosten na knooppunt Ypenburg op twee aparte rijbanen het Prins Clausplein nadert en gelijkvloers wordt verdeeld over de drie richtingen van dat sterknooppunt. Het tweede vlechtwerk bevindt zich vanaf het Prins Clausplein, waar het verkeer vanaf beide richtingen van de A12 richting het zuidwesten en het rechtdoorgaande verkeer van de A4 op twee aparte rijbanen terechtkomt. Het vlechtwerk verdeelt beide stromen over een rijbaan die vanaf knooppunt Ypenburg de A13 start en een rijbaan voor verkeer dat de A4 blijft volgen of de afrit 9 Den Haag-Ypenburg neemt. Die afrit ligt in het midden van knooppunt Ypenburg.
Het is, in tegenstelling tot andere vlechtwerken, groot te noemen aangezien in noordelijke richting verkeer zelfs naar drie stromen wordt ontvlochten. Echter, het aantal kunstwerken is hierdoor niet groter geworden.

### Ring Utrecht

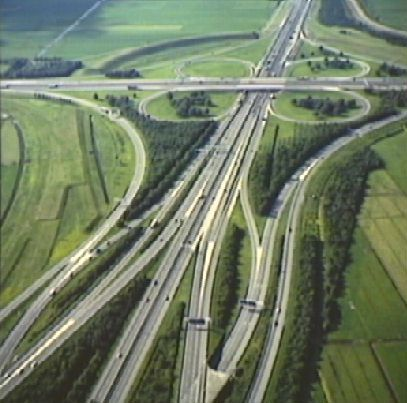
Knooppunt Oudenrijn te Utrecht met onderin het vlechtwerk

Ten oosten van knooppunt Oudenrijn bevinden zich twee vlechtwerken. Het ene vlechtwerk wordt gevormd door enerzijds een verbindingsboog vanuit het noorden (A2) en anderzijds de al gesplitste hoofdrijbaan en parallelbaan vanuit het westen (A12). Verkeer vanuit het zuiden komt bij die parallelbaan op. Bij het andere vlechtwerk, vanuit het oosten, ontvlecht het verkeer van de parallelstructuur naar een rijbaan richting het noorden en een rechtdoorgaande rijbaan, waarvan verderop een klaverlus richting het zuiden afsplitst.
Ten oosten hiervan sluit het knooppunt Lunetten aan op dezelfde parallelstructuur. De westelijk gelegen vlechtwerken zitten als het ware geïntegreerd in het knooppunt. Verkeer nadert het knooppunt ten westen in een parallelstructuur. Vanuit het westen (A12) ontvlechten beide rijbanen naar een rijbaan rechtdoor (pas ten oosten van het knooppunt vormen ze een rijbaan) en een rijbaan voor de A27 naar het noorden. Wat opvalt is dat de verbindingsboog richting het zuiden enkel toegankelijk is voor verkeer vanaf de parallelbaan. In tegenovergestelde richting vormt de verbindingsboog vanuit het noorden naar het westen samen met de parallelstructuur vanuit het oosten een ander vlechtwerk. Hier kan verkeer vanuit het zuiden via een klaverlus enkel op de parallelbaan vanuit het oosten, en hierdoor niet op de hoofdrijbaan naar het westen, rijden.
Iets ten noorden bevindt zich het knooppunt Rijnsweerd. Ten oosten van dit knooppunt bevindt zich een korte parallelstructuur in de A28. Richting het knooppunt wordt dit gesplitst in een rijbaan rechtdoor en een rijbaan voor verkeer dat de kruisende A27 op wil (in beide richtingen). In tegenovergestelde richting wordt niet ontvlochten, aangezien verkeer vanuit het noorden en westen alleen op de parellelbaan terechtkomt.

### Ring Rotterdam
Ten oosten van het knooppunt Benelux in de Ring Rotterdam bevindt zich in de A15 een vlechtwerk. Een afsplitsing (rangeerbaan) van de hoofdrijbaan en de parallelbaan ontvlechten naar verkeersstromen richting het noorden (A4) en een parallelbaan in westelijke richting. In omgekeerde richting is geen vlechtwerk te herkennen. Ten westen van dit knooppunt kan ook een vlechtwerk herkend worden, gevormd door de parellelbaan richting het westen en de verkeersstromen vanuit het noorden (A4) richting het westen. Er wordt ontvlochten naar twee afritten enerzijds en de rangeerbaan in westelijke richting anderzijds.
Het Knooppunt Ridderkerk (noord) is complexer met parallelstructuren in drie richtingen. In elk van deze richtingen kan grenzend aan het knooppunt wel een vlechtwerkstructuur gezien kunnen worden. Volledige vlechtwerken zijn het echter niet. Bij de afrit Rotterdam-Heijplaat van de A15 zit aan de oostzijde een vlechtwerk gevormd door de parallelstructuur uit het westen en de toerit in diezelfde richting.

## Vlechtwerk inDuitsland

Overzichtskaart van Kreuz Hamburg-Ost

Ten oosten van de stad Hamburg bevindt zich het Kreuz Hamburg-Ost, een onvolledig knooppunt. Hier kruisen de BAB1 en BAB24 elkaar. Dit hele knooppunt kan gezien worden als vlechtwerken in beide richtingen (oost-west en v.v.). Aan beide kanten ontvlecht verkeer vanaf de noordelijke en zuidelijke snelweg immers naar twee verkeersstromen aan de tegenoverzijde van het knooppunt.

## Vlechtwerken inFrankrijk

De aftakking van de A10 van de A6

Ten zuiden van Parijs zijn in de A6 enkele splitsingen van autoroutes. De afsplitsing van de A10 nabij Wissous is hiervan een voorbeeld en is een combinatie van twee vlechtwerken. Hetzelfde geldt voor de iets noordelijker gelegen aftakking van de A106.

## Vlechtwerken inCanada

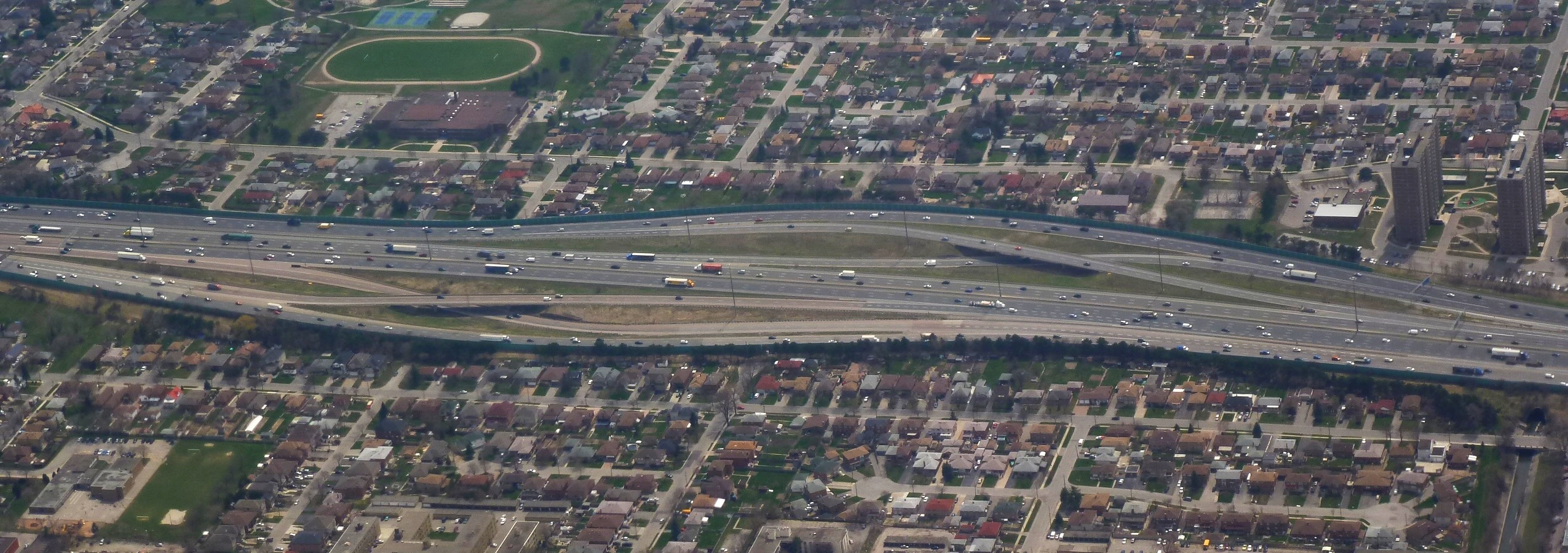
Een vlechtwerk op de Ontario Snelweg 401

In de Canadese stad Ontario zijn ook verschillende vlechtwerken te vinden. Er bevinden zich meerdere vlechtwerken op de Ontario Snelweg 401, de drukste snelweg ter wereld. Deze zijn in tegenstelling tot de vlechtwerken in Nederland niet gesitueerd naast een knooppunt. Deze dienen hierom enkel voor de uitwisseling tussen hoofdrij- en parallelbaan (in het Engels respectievelijk express en collector lane).